# Let Me Say YEAH!!!!
「Let Me Say YEAH!!!!」（レットミーセイイェー）は、椎名へきるの37作目のシングル。2010年1月27日にLantisから発売された。

## 解説
- Lantis移籍第1弾シングルで、前作から3年ぶりにリリースされた。

## 収録曲
1. Let Me Say YEAH!!!
  - 作詞・作曲、cAnON、編曲:黒須克彦
2. 恋のリズム
  - 作詞:cAnON、作曲：宮﨑歩、編曲:黒須克彦
3. Let Me Say YEAH!!!（off vocal）
4. 恋のリズム Lace（off vocal）